# Atacola
Se llama atacola a un pedazo de cuero con tres hebillas y tres francaletes, que sirve para recoger la cola del caballo a fin de que no se la manche de barro y se eche a perder en las marchas realizadas en tiempos lluviosos ni les estorbe en el picadero al ejecutar los saltos. 
También se usa una cinta ancha de estambre, con otras dos más estrechas en las puntas que sirven para atarla. El atacola hace parecer a un caballo más ancho de grupa, le da mucho más aire y gentileza cuando salta y le impide rabear y dar con la cola al jinete.